# Cengel Chajrchan uul
Cengel Chajrchan uul (mong.: Цэнгэл хайрхан уул) – góra w północno-zachodniej Mongolii, na terenie ajmaku bajanolgijskiego. Stanowi część pasma Ałtaju Mongolskiego i jest jedną z trzynastu gór tego łańcucha posiadających lodowce. U południowych podnóży leży jezioro Char nuur oraz kilka źródeł mineralnych, które są używane przez pasterzy do leczenia chorób narządów wewnętrznych i stawów. Występują tu koziorożce syberyjskie, irbis, argali ałtajski, manul, kuna domowa, ryś. Żyją tu liczne ptaki, między innymi zagrożone wyginięciem: raróg zwyczajny, sęp kasztanowaty i ułar ałtajski.